# Front Libański
Front Libański (arab. الجبهة اللبنانية) – prawicowa koalicja przeważnie chrześcijańskich partii utworzona w 1976 roku podczas wojny domowej w Libanie jako przeciwwaga dla lewicowego Libańskiego Ruchu Narodowego. W skład sojuszu wchodziły: Falangi Libańskie Pierre’a Dżemajela, Narodowa Partia Liberalna Kamila Szamuna, Brygada Marada Sulajmana Farandżijji, Al-Tanzim oraz Strażnicy Cedrów. Ogółem Front Libański liczył ok. 18 tys. członków zbrojnych milicji, z których we wrześniu 1976 r. utworzono Siły Libańskie. Koalicja została rozwiązana na przełomie lat 80. i 90.